# Irpin (râu)
Irpin sau Irpen (în ucraineană Ірпі́нь, transliterat: Irpin, în rusă Ирпе́нь, transliterat: Irpen) este un râu din Ucraina, afluent de dreapta al Niprului. Are o lungime de 162 kilometri (101 mi) și un bazin hidrografic de 3.340 kilometri pătrați (1.290 mi2). Orașul Irpin este una dintre așezările urbane situate de-a lungul acestui râu.
Confluența inițială a Irpinului și Niprului se află sub suprafața lacului de acumulare Kiev, care a fost format la mijlocul anilor 1960 în urma construirii barajului Centralei Hidroelectrice de la Kiev⁠(d). Un al doilea baraj, imediat la sud de satul Kozarovîci, a fost construit pentru a opri lacul de acumulare să inunde o porțiune mai mare a bazinului râului Irpin. Râul Irpin ajunge la baraj cu 6,5–7 metri sub nivelul lacului de acumulare, iar pompele electrice îl ridică în rezervor.
Pământurile din bazinul hidrografic al Irpinului au fost centrul Rusiei Kievene, iar cronicile menționează râul în legătură cu mai multe evenimente istorice importante, cum ar fi Bătălia de pe râul Irpin⁠(d) din 1321 în care se presupune că marele duce al Lituaniei⁠(d) Gediminas (Gedemin) a obținut controlul asupra pământurilor care formează acum Ucraina centrală. Râul a apărat, de asemenea, Kievul de invazia germană în timpul celui de-al Doilea Război Mondial.
Înainte de construirea barajelor în epoca sovietică, bazinul Irpin era o zonă umedă cu o biodiversitate floristică și faunistică.
În primele două zile ale Invaziei rusești în Ucraina din 2022, Forțele Armate Ucrainene au distrus cele trei poduri de peste râul Irpin, care se aflau la nord-vest de Kiev, pentru a împiedica înaintarea Rusiei către oraș. Un pod se afla în satul Demîdiv (în apropierea lacului de acumulare Kiev), iar celelalte două în orașul Irpin. Trupele ucrainene au deschis, de asemenea, barajul Kozarovîci în a doua zi a invaziei, pentru a inunda bazinul hidrografic al râului, inclusiv casele din Demîdiv. Inundațiile au creat efectiv un lac de mică adâncime care a împiedicat vehiculele rusești să avanseze pe acolo. Ulterior, bombardamentele rusești au deteriorat barajul, ceea ce a creat dificultăți ucrainenilor în drenarea zonei după ce rușii s-au retras.
Ecologiștii susțin că barajele nu trebuie reconstruite și că zona umedă ar trebui protejată și restaurată.